# Wes Craven
Wesley Earl Craven (2 tháng 8 năm 1939 – 30 tháng 8 năm 2015) là nam đạo diễn, biên kịch, nhà sản xuất và diễn viên điện ảnh người Mỹ. Tên tuổi ông gắn với những bộ phim kinh dị, trong đó nổi bật nhất là loạt phim Tiếng thét.
Ông sống những năm đầu đời tại Cleveland, Ohio. Cha ông qua đời lúc ông mới 4 tuổi nên tuổi thơ của ông không mấy vui vẻ. Học hết trung học ông tiếp tục theo học tại trường Cao đẳng Wheaton (Wheaton College) tại Illinois. Craven không hề theo một trường lớp đào tạo nào về điện ảnh. Thay vào đó, ông theo học các ngành như Ngữ văn, Tâm lý học. Ông có bằng thạc sĩ (Master) của Đại học Johns Hopkins. Trước khi trở thành một đạo diễn điện ảnh như ngày nay, Wes Craven từng làm giáo viên dạy môn Nhân chủng học ở Đại học Clarkson.
Bộ phim đầu tiên Craven làm trong vai trò đồng đạo diễn là Together (1971). Một năm sau đó, Last House on the Left, bộ phim kinh dị đầu tiên của ông, do chính ông đạo diễn, viết kịch bản và biên tập ra mắt công chúng và đã gây được sự chú ý cũng như tranh cãi của người xem. Năm 1977, Wes Craven tung ra bộ phim thứ hai, The Hill Have Eyes. Một lần nữa nó lại gây tranh cãi. Nhờ bộ phim này, ông nhận được giải thưởng của các nhà phê bình trong Liên hoan Điện ảnh Sitges (Festival de Cine de Sitges).